# Zee van Novigrad
De Zee van Novigrad (Kroatisch: Novigradsko More) is een binnenzee in Kroatië die loopt van Karin Gornji in het oosten tot aan het Velebitkanaal  in het westen. De zee wordt voornamelijk gevoed door de rivier Zrmanja. De oppervlakte beslaat 28,65 km2 en ze is ongeveer 11 km lang en 5 km breed..

Plaatsen aan de Zee van Novigrad zijn Maslenica, Posedarje en Novigrad.